# オズバウド・フメイロ・アウバレス
バドン（ポルトガル語: Vadão）こと、オズバウド・フメイロ・アウバレス（ポルトガル語: Oswaldo Fumeiro Alvarez、1956年8月21日 - 2020年5月25日）は、ブラジル・サンパウロ州モンテ・アズル・パウリスタ出身の元プロサッカー選手、サッカー指導者。

## 経歴
1992年にモジミリンECの監督に就任し、以後ブラジルの多くのチームで監督を続け、2001年にはサンパウロFCで監督を務めた。
2005年8月にJ2降格の危機にあった東京ヴェルディ1969の監督に就任。なお、当初は本名をカナ書きにしたオズワルド・アルバレス（前監督のオズワルド・アルディレスと一文字違いである）と記すメディアもあったが、ほどなく愛称のバドンに統一された。
監督に就任した8月の3試合は2勝1分けで乗り切り、J1残留に希望を抱かせたが、9月に入ると全く勝てなくなった。攻守が実にちぐはぐであり、1失点に抑えたが点が取れなくて負けた試合もあれば、4点取ったが4点取られて結局ドローに終わった試合もあった。この年チーム総得点の半数以上を稼いだワシントンが不調に陥ったのも響いた。
結局天皇杯1試合も含めて13試合連続で勝ち星がないまま、11月26日の柏レイソル戦で1-5で大敗し、J2降格が決まった。J2降格の責任を取り、シーズン終了後辞任。
2006年はAAポンチ・プレッタに復帰し指揮を取ったが、5月途中に解任。
2014年から2016年、2017年から2019年にはサッカーブラジル女子代表の監督を務め、2014年・2018年のコパ・アメリカ・フェメニーナ、2015年のパンアメリカン競技大会サッカー競技で優勝、2016年のリオデジャネイロオリンピックでは4位となった。
2020年5月25日に肝臓がんで死去。63歳没。